# Vlčí potok (přítok Úhlavy)
Vlčí potok také nazývaný Kbelský potok je pravostranným přítokem řeky Úhlavy, jeho délka je 6,3 km. Plocha povodí měří 19,5 km².

## Popis
Pramení v nadmořské výšce 455 m východně od obce Nová Ves a protéká Kbelskou dolinou, obcemi Stropčice a Jíno, kde ústí v nadmořské výšce 365 m do řeky Úhlavy.
V letech 1907–1910 byla na Vlčím potoce provedena regulace.   V roce 2011 malé toky tj. i Vlčí potok, přebírá od Zemědělské vodohospodářské správy státní podnik Povodí Vltavy. Na základě povolení Povodí Vltava město Švihov provedlo vyčištění koryta potoka od náletových dřevin. V dalším období bude údržbu koryta Vlčího potoka provádět Povodí Vltavy.

## Povodně
První popsaná povodeň proběhla v roce 1839, kdy rozvodněný Vlčí potok poničil část vsi. V roce 1889 se přes vesnici Jíno přehnala velká bouře, která zvedla hladinu Vlčího potoka. Povodeň (Jánská povodeň) zničila sedm domů úplně a dvacet poškodila v různé míře. Zahynulo 24 osob. Vážně poškozena byla i kaple Panny Marie postavená v roce 1877. Další povodeň následovala hned v roce 1890 při níž byla zničena úroda na polích. Při této povodni nebyly oběti na životech. V červenci 1926 byla obec zasažena stoletou povodní rozvodněné řeky Úhlavy a naposledy v roce 2002.